# ソンゲア・ルワフ・ムバノ

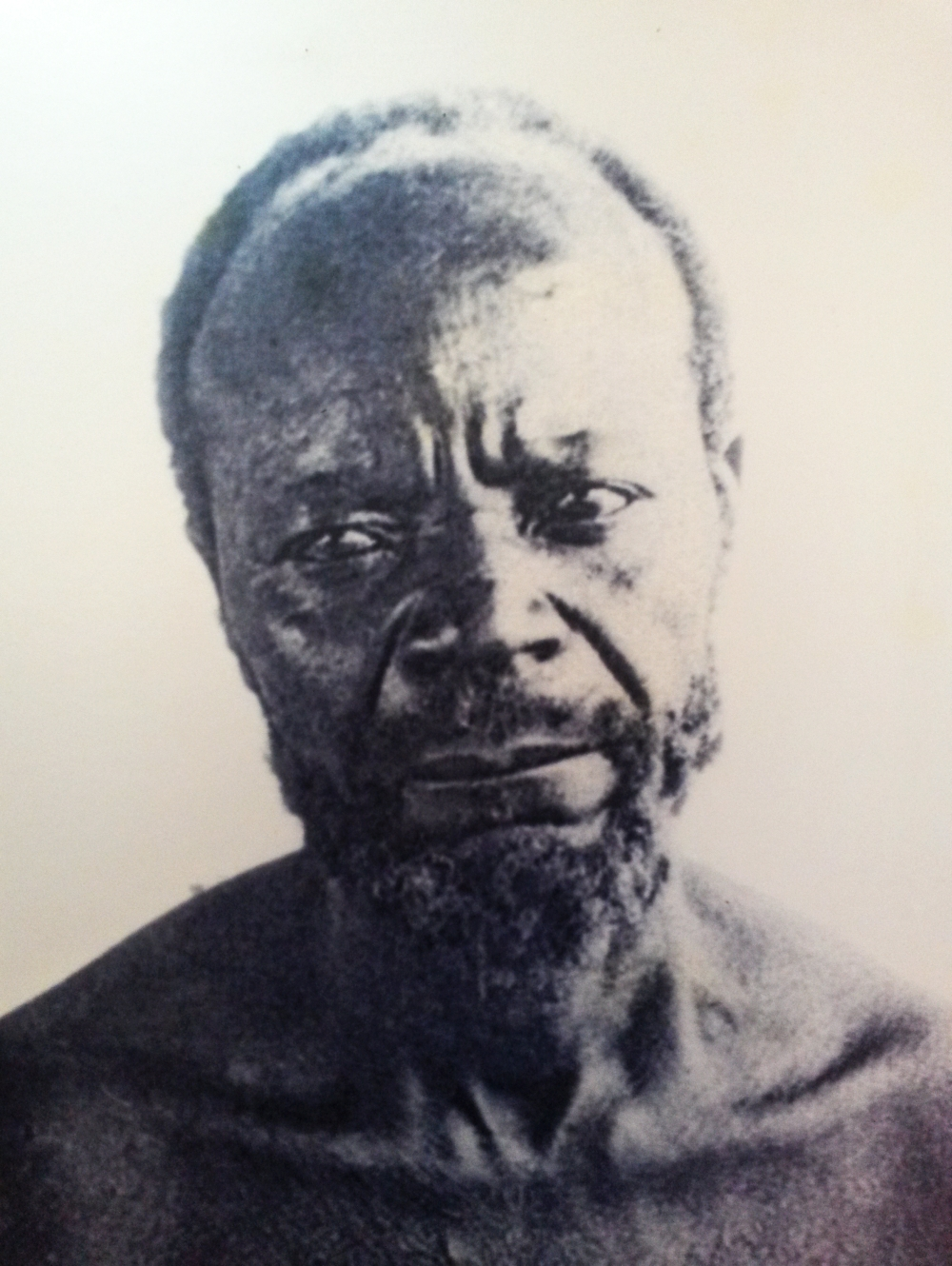
ソンゲア

ソンゲア・ルワフ・ムバノ (Songea Luwafu Mbano, 1836年頃 - 1906年) は、現在のタンザニア（当時のドイツ領東アフリカ）の南部の、ンゴニ族の軍事の権威であった人物。出自はンゴニ族ではなかったが戦士として活躍し、副族長となった。1905年に勃発した政府軍への反乱、マジ・マジ反乱の敗北に際し、投降の後に処刑された。

## 略歴
19世紀中頃、現在のジンバブエのハラーレ近郊に、ショナ系のカランガ族の父親とトンガ族の母親の間に生まれる。ンゴニ族にさらわれ、ンゴニ族の戦士となる。戦士としての活躍により、後年、ソンゲアはンゴニ族の軍をまとめる役割を担うようになる。
1878年にムクワワ率いるヘヘ族の軍がンゴニ族の領域を攻撃し、以来1882年まで戦争状態となる。ソンゲアは四男をヘヘ族との戦争で失う。
ヘヘ族と政府軍の戦争が始まると、ヘヘ族はンゴニ族に加勢を要請するもンゴニ族はこれに応じなかった。1892年にドイツ領東アフリカ政府がンゴニ族の土地の中心に役所（ボマ）を設置し、その名称は、実質上の最高実力者であったソンゲアの名をとりソンゲア（町）とした。植民地政府は、ンゴニ族と友好的な関係を維持しつつ、軍を配備して示威演習を行うなどしてンゴニ族の動きを牽制した。1898年には、ムクワワが自害し、ヘヘ族は完全に制圧され戦争が終結した、ムクワワの首はドイツへ送られた。
1905年に南部広域でマジ・マジ反乱が起こるとンゴニ族もこれに参加したが、敗北した。既に高齢となっていたソンゲア自身は戦闘には直接参加せず、付近の洞窟に潜んでいた。しかし、大族長ムプタの刑死の報を受けて自ら出頭し、処刑された。この際、付き添っていた次男タマタマも処刑された。しかし長男はモザンビークへ移住し、三男はおじの家に身を寄せており生き残った。処刑に際しては幾つかの逸話がある。
ソンゲアの孫のデービッド・ムバノによれば、ソンゲアは族長ムプタ処刑の報を受けて出頭した際に、自らも刑死することを希望したが、ドイツ人は、ソンゲアが新たな族長になることを提案する。ソンゲアはそれを拒否して改めて絞首刑を希望した。処刑の際に2回首をつられるも2回とも綱が切れ、3回目に鉄の綱で首をつるのに成功したとされる。
彼の首は（ムクワワと同様に）本国ドイツへ送られたが、後の戦火で逸失したとも言われる。しかし一方で、デービッド・ムバノは、祖父ソンゲアの首はまだドイツの博物館に保存されているのであり、返還されるべきだと主張している。彼の墓と、同じく処刑された数十名の仲間たちの墓は現在、ソンゲア（町）のマジマジ博物館の敷地内にある。
ソンゲアの名はアラビア式に、ソンゲア・ムバノ・ビン・ルワフとも表記される。

## 現在
ソンゲア・ルワフ・ムバノの名はルヴマ州の州都の名ソンゲアとして現在に残る。またソンゲアがマジ・マジ反乱の際に処刑されたことにも関連して、「マジマジスタジアム」や「マジマジ小学校」など、「マジマジ」の名称を持つ施設がソンゲアの町に存在する。町のマジマジ博物館には彼の墓のほか、逮捕後の写真、ンゴニ族の武器、伝統的な服、道具類などが展示されており、さらに、その後のタンザニアが辿る歴史について、写真パネル展示がある。2006年2月には「マジ・マジ反乱100周年記念集会」がマジマジスタジアムで催された。また、毎年2月にはマジ・マジ反乱後に処刑されたソンゲアを含めてンゴニ族の族長、副族長や戦士たちを悼む集会が行われている。